# 匍生沟酸浆
匍生沟酸浆（学名：Mimulus bodinieri）为玄参科沟酸浆属下的一个种。